# Güveloğlu
Güveloğlu ist ein Ortsteil (Mahalle) im Landkreis Yüreğir der türkischen Provinz Adana mit 294 Einwohnern (Stand: Ende 2024). Im Jahr 2011 zählte Güveloğlu 323 Einwohner.

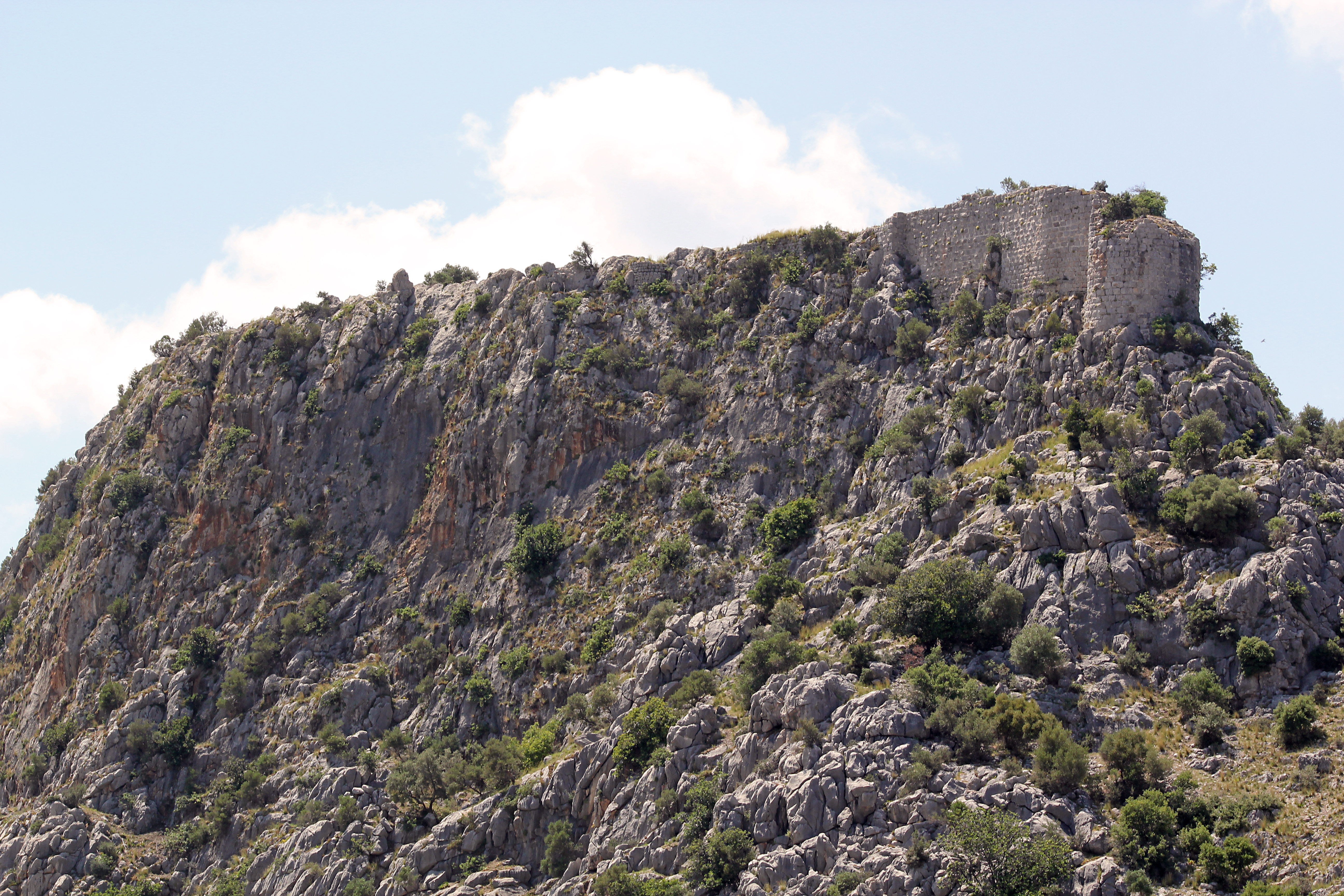
Burg Gökvelioğlu

Östlich des Ortes liegt auf einem Bergsporn die Burg Gökvelioğlu Kalesi. Sie ist wahrscheinlich byzantinischen Ursprungs und wurde von Armeniern umgebaut.